# Nyctophilus geoffroyi
Nyctophilus geoffroyi — вид ссавців родини лиликових. 

## Проживання, поведінка
Країни поширення: Австралія. Проживає від рівня моря до 1580 м над рівнем моря. Колонії можуть містити 200 тварин, але більшість з них знаходиться в одиночних сідалах або громадами менше 30 осіб. Він присутній в широкому діапазоні середовищ існування: напівпосушливі райони, чагарники, ліси, вологі ліси, альпійські райони, тропічні ліси і міські райони. Тварини спочивають у порожнинах і тріщинах дерев, під корою дерев або на дахах будинків. Самиці часто народжують близнят.

## Загрози та охорона
Здається, немає серйозних загроз для цього виду. Цей вид присутній у багатьох охоронних територіях.